# Sandra Sciberras
Sandra Sciberras (Australia, ...) è una regista e sceneggiatrice australiana.

## Biografia
Sciberras si è laureata al Victorian College of the Arts. Ha iniziato la sua carriera come autrice di spettacoli teatrali indipendenti.

## Filmografia

### Regista e sceneggiatrice
- Max's Dreaming (2003)
- Caterpillar Wish (2006)
- Surviving Georgia, co-regia di Kate Whitbread (2011)
- The Dustwalker (2019)